# Limande-sole
Microstomus kitt
Espèce
Répartition géographique
La limande-sole (Microstomus kitt) est une espèce de poissons plats marins de la famille des Pleuronectidae, qui se situe entre la sole et la plie. Elle appartient à la famille des plies.

## Description
Contrairement à la limande, sa peau lisse est proche de celle de la sole. Elle se distingue de cette dernière par une forme plus ronde, mais ses yeux se trouvent également sur le côté droit du corps . Elle présente une ligne latérale courbe au-dessus de sa nageoire pectorale. Sa chair est blanche et son goût proche de celui de la sole de la mer du Nord, avec une texture un peu plus tendre et onctueuse. 

## Pêche
La limande-sole se trouve près des fonds marins, de préférence ceux constitués de coquillages et graviers. Elle se nourrit principalement de mollusques. Ne faisant pas l'objet d'une pêche ciblée, on la trouve en bonne quantité en Atlantique nord-est. La limande-sole est une excellente alternative à la sole, souvent plus chère.

## Sole-limande
La limande-sole est à distinguer de la sole-limande (Lepidorhombus spp.) qui fait partie de la famille des turbots. Cette dernière, dont les yeux se situent sur le côté gauche du corps, a une grosse tête, ainsi qu'une grande courbure sur la ligne latérale. La peau de la sole-limande est plus rugueuse que celle de la limande-sole. 